# Haagsche Schouwbrug
De Haagsche Schouwbrug is een ophaalbrug over de Oude Rijn in de Nederlandse stad Leiden. Vanwege de sierlijke bovenbouw wordt de brug in de volksmond ook wel aangeduid als de 'Zwanenbrug'. De Haagsche Schouwweg die over de brug loopt is een belangrijke verbindingsweg van/naar de A44 en de wijk Stevenshof.
De doorvaarthoogte van het beweegbare gedeelte is in gesloten toestand 2,90 m (bij waterstand NAP -0,60 m). De toelaatbare scheepsafmetingen bedragen 70 (l) x 8,50 (b) x 2,50 (d) meter. Op dit deel van de Oude Rijn is scheepsklasse CEMT III toegestaan.
De brug wordt op afstand bediend vanaf de Schrijversbrug.

## Geschiedenis
Vroeger was hier een veer genaamd het Haagsche Schouw. Plannen voor een brug waren er lang, maar de eerste brug werd gerealiseerd in 1801. Toen de ophaalbrug klaar was, klaagden mensen over een te smalle doorvaartopening. De brug kreeg in 1850 te kampen met achterstallig onderhoud en moest worden gerepareerd. Dit gebeurde niet. Wel verkocht men in 1857 de herberg en het recht om bruggeld te innen. In 1878 werd toestemming verleend de brug te restaureren. Het heffen van tol leverde veel weerstand op en het kwam in 1913 zelfs tot een rechtszaak. Het rijk ging zich ermee bemoeien en kocht in 1915 de herberg, de brug met bijbehorende tolrechten voor 83.000 gulden op.
Het verkeer nam in de loop der jaren toe en er werd besloten een basculebrug te realiseren, die tevens de Gele Tram moest kunnen dragen. Na vele jaren vertraging werd er in 1924 toch een ophaalbrug gebouwd. In 1925 werd de brug over de Oude Rijn in gebruik genomen. De eerste tram ging eroverheen rijden op 16 mei 1925. Deze tram bleef er overheen rijden tot 1962, toen de lijn werd afgeschaft.
In 1990 kreeg de brug een nieuwe arm, nadat een as in de arm was afgebroken. In maart 1992 werd de brug plotseling gesloten. Ook protesten van de bedrijven en bewoners van de wijk Stevenshof die zich plotseling afgezonderd zagen, konden de gemeente niet op andere gedachten brengen. Van 1994 tot 1995 werd de ophaalbrug in het geheel vervangen naar ontwerp van architect Maarten Struijs. Deze operatie kostte 7 miljoen gulden, waarvan de provincie acht ton betaalde. Deze nieuwe brug werd op 9 juni 1995 officieel in gebruik genomen.
Over de geschiedenis van de Haagsche Schouwbrug is in 1995 door de Dienst Bouwen en Wonen van de gemeente Leiden een boekje uitgegeven.